# Wango Tango (Canción de Ted Nugent)
Wango Tango es una canción escrita e interpretada por el guitarrista y compositor estadounidense Ted Nugent, incluida en su sexto álbum de estudio Scream Dream (1980). Fue lanzada como sencillo por Epic Records en julio de 1980, y se convirtió en uno de los temas más populares de Nugent. La canción alcanzó el puesto número 86 en la lista Billboard Hot 100 de Estados Unidos.

## Composición
Wango Tango se caracteriza por un potente riff de guitarra y un ritmo acelerado, representativos del estilo hard rock/heavy metal de Nugent. La crítica ha resaltado su energía desatada: por ejemplo, en una reseña en Music Street Journal se describe la interpretación de Wango Tango como un «clásico de Ted Nugent» con una «killer rocking rendition». La revista Jot Down calificó la canción de «atolondrada», destacando la actuación frenética de Nugent en el videoclip.

## Usos en la cultura popular
- La canción aparece en la banda sonora de la serie Stranger Things de Netflix, en el episodio «Chapter Two: Trick or Treat, Freak» (temporada 2, episodio 2).[5]

## Posición en listas
- Billboard Hot 100 (EE. UU.) – Puesto 86[1]

## Personal
- Ted Nugent – voz principal, guitarra solista y rítmica
- Dave Kiswiney – bajo, coros
- Cliff Davies – batería, coros, producción
- Charlie Huhn – guitarra rítmica, coros